# Paralpinisme

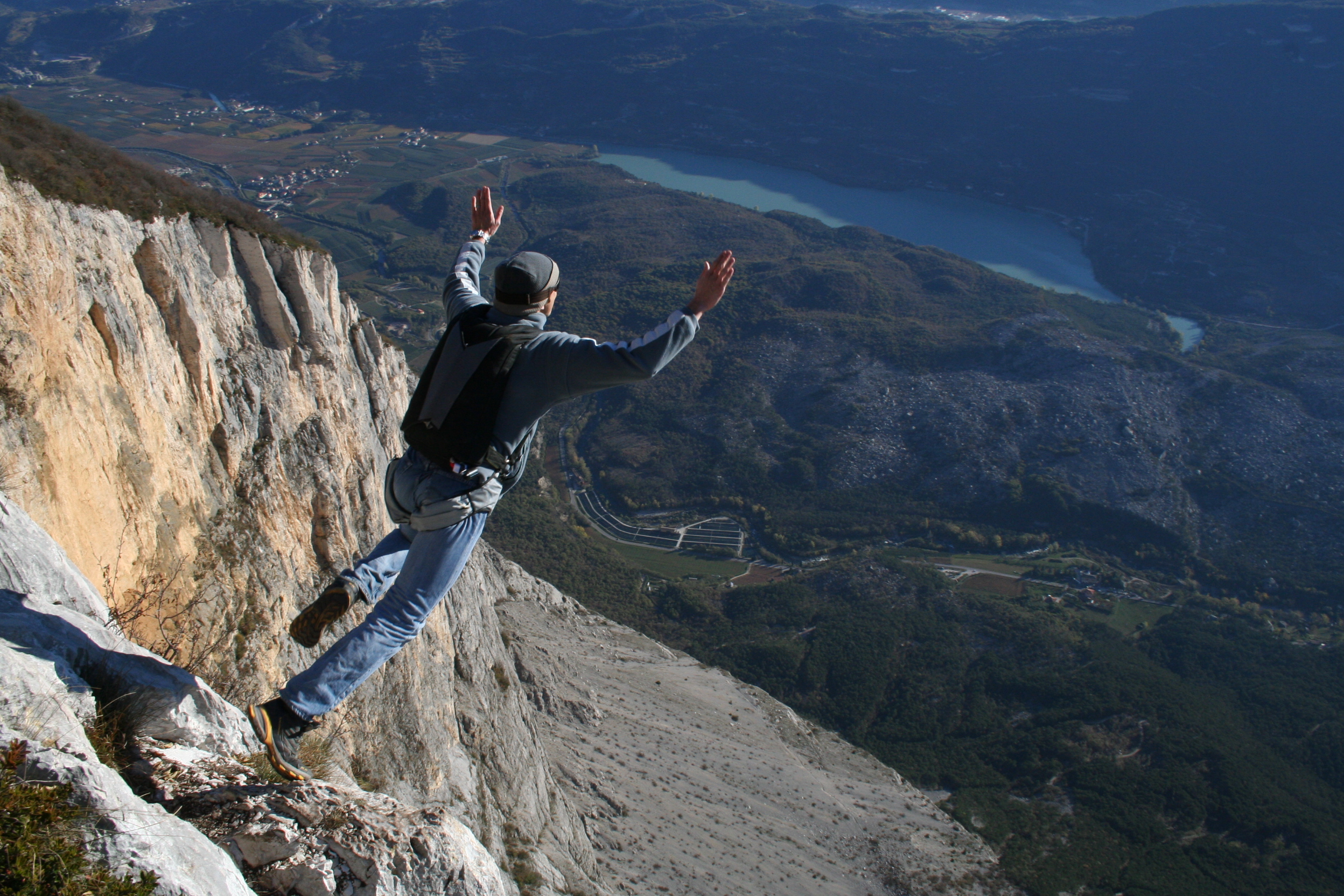
Paralpinisme depuis l'une des plus hautes falaises d'Europe : le monte Brento en Italie.

Le paralpinisme (mot-valise de parachutisme et alpinisme imaginé par Erich Beaud, pionnier de la discipline), ou saut de falaise, ou base climb en anglais, est la pratique du parachutisme en milieu naturel, depuis une falaise ; c'est une forme de base jump.
Le mot est aussi parfois utilisé pour signifier un certain type de vol en parapente : on monte à pied sur des décos en montagne. Cet usage tend à disparaître au profit de l'expression « vol montagne ».

## En France
L'association de paralpinisme est affiliée à la Fédération française des clubs alpins et de montagne (FFCAM) et ses membres sont assurés pour les sauts de falaise partout dans le monde.